# Verwaltungsgemeinschaft Olbersdorf
Die Verwaltungsgemeinschaft Olbersdorf ist eine sächsische Verwaltungsgemeinschaft im Landkreis Görlitz. Sie liegt im Süden des Landkreises, zirka 5 km südlich der Stadt Zittau. Das Gemeinschaftsgebiet umfasst bis auf den Großschönauer Ortsteil Waltersdorf das gesamte Zittauer Gebirge. Im Süden grenzt die Verwaltungsgemeinschaft an die Tschechische Republik und im Norden an die Stadt Zittau.
Seit dem Jahr 2000 bilden die Gemeinden Olbersdorf, Bertsdorf-Hörnitz, Kurort Oybin und die Gemeinde Kurort Jonsdorf diese Verwaltungsgemeinschaft. Von den etwa 11.000 Einwohnern lebt rund die Hälfte in Olbersdorf, dem Sitz der Verwaltungsgemeinschaft.

## Die Gemeinden mit ihren Ortsteilen
- Bertsdorf-Hörnitz mit den Ortsteilen Bertsdorf und Hörnitz
- Jonsdorf
- Olbersdorf
- Oybin mit den Ortsteilen Oybin, Hain, Lückendorf und Niederoybin